# Watership Down, Hampshire

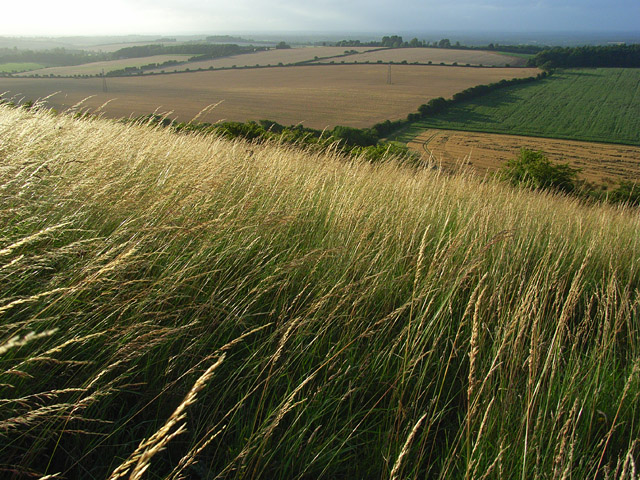
Vy ner från nordsluttningen av Watership Down, 1 augusti 2008.

Watership Down är en kulle vid Ecchinswell i norra Hampshire i södra England, Storbritannien. Kullens norra sida är brant, medan kullens södra sida är mer mjukt sluttande.
Kullen är känd från Richard Adams roman Den långa flykten (engelska: Watership Down) om kaniner. Området är populärt bland vandrare och cyklister.
Watership Down kan nås via byn Kingsclere. Det finns ingen officiell turistinformation. Delvis på grund av att området är privat, ägt av Andrew Lloyd Webber, och då ett huvudtema i berättelsen i Adams roman var motstånd mot vägbyggen och liknande utveckling.

### Fotnoter
1. ↑  ”Watership Down” (på engelska). Worldcat. 19 mars 1972. https://www.worldcat.org/title/watership-down/oclc/906087088?referer=di&ht=edition. Läst 20 mars 2016.